# Wie schnell die Zeit vergeht
Wie schnell die Zeit vergeht (Originaltitel: The Deadly Years) ist die nach Ausstrahlungsreihenfolge zwölfte und nach Produktionsreihenfolge elfte Episode der zweiten Staffel der Science-Fiction-Fernsehserie Raumschiff Enterprise. Sie wurde in englischer Sprache erstmals am 8. Dezember 1967 bei NBC ausgestrahlt. In Deutschland war sie zum ersten Mal am 29. Februar 1988 in einer synchronisierten Fassung bei Sat.1 zu sehen, nachdem das ZDF sie bei der deutschen Erstausstrahlung der Serie in den Jahren 1972 bis 1974 übergangen hatte.

## Handlung
Im Jahr 2267 bei Sternzeit 3478.2 besucht die Enterprise eine wissenschaftliche Kolonie auf Gamma Hydra IV. Captain Kirk beamt mit seinem ersten Offizier Spock, Schiffsarzt McCoy, Chefingenieur Scott, Navigator Chekov und der Wissenschaftlerin Arlene Galway auf die Oberfläche. Zu ihrer Verwunderung treffen sie keinen der Kolonisten an und schwärmen nun aus, um sie zu suchen. Ein Schrei des Entsetzens lässt die Mitglieder des Teams zu Chekov eilen. Dieser hat in einem Haus einen Toten gefunden. McCoy stellt fest, dass er an Altersschwäche gestorben ist, was Spock für völlig unmöglich hält, da keiner der Kolonisten älter als 30 ist. Kurz nach dieser Entdeckung trifft das Team auf Robert Johnson, den Leiter der Kolonie, und seine Frau Elaine; auch sie wirken sehr alt.
Das Außenteam kehrt mit den Johnsons auf die Enterprise zurück. An Bord befinden sich zwei Passagiere, die nach Sternenbasis 10 gebracht werden sollen: Commodore Stocker, der dort als neuer Kommandant vorgesehen ist, und Dr. Janet Wallace, eine einstige Liebschaft von Kirk. Kirk informiert die beiden, dass sich die Weiterreise wegen der Aufklärung der Vorkommnisse auf dem Planeten verzögert. Auf der Brücke entdeckt Sulu einen Kometen, der Gamma Hydra IV vor kurzem passiert hat und vielleicht mit der raschen Alterung der Kolonisten in Zusammenhang steht. Den Johnsons ist unterdessen nicht mehr zu helfen und sie versterben auf der Krankenstation. Nach und nach stellen sich jetzt auch bei den Mitgliedern des Außenteams deutlich spürbare Alterungserscheinungen ein. Besonders gravierend wirkt sich eine zunehmende Vergesslichkeit bei Kirk aus. Spock berechnet, dass sie alle noch höchstens eine Woche zu leben haben. Seltsamerweise ist Chekov nicht betroffen, doch McCoy kann keinen Grund dafür finden.
Spock findet heraus, dass eine bislang unbekannte Strahlungsart im Kometenschweif für die Alterung verantwortlich ist. Kirk lässt diese Erkenntnis an das Sternenflottenkommando übermitteln und befiehlt eine Verschlüsselung mit Code 2. Die erstaunte Kommunikationsoffizierin Uhura merkt an, dass dieser Code von den verfeindeten Romulanern bereits entschlüsselt wurde, woraufhin Kirk Code 3 anordnet. Eine Reihe weiterer merkwürdiger Befehle lässt Stocker an Kirks Diensttauglichkeit zweifeln. Er bittet daher Spock, eine offizielle Anhörung einzuberufen, die ihn des Kommandos entheben soll. Auf der Krankenstation verstirbt wenig später Galway, die deutlich schneller gealtert war als die anderen.
Kirks Anhörung bestätigt seine Dienstuntauglichkeit und da Spock seine eigenen Fähigkeiten ebenfalls als stark eingeschränkt empfindet, übernimmt Stocker das Kommando. Das besorgt Kirk sehr, denn Stocker ist ein Bürokrat, der noch nie ein Raumschiff kommandiert hat. Stocker befiehlt nun umgehend, Kurs auf Sternenbasis 10 zu setzen. Um die verlorene Zeit aufzuholen, befiehlt er eine Abkürzung durch die Romulanische Neutrale Zone. Dort wird die Enterprise prompt von mehreren romulanischen Kriegsschiffen umzingelt und angegriffen.
Kirk, Spock und McCoy grübeln weiter über eine Heilung nach. Alle Verfahren gegen Strahlenkrankheiten, die McCoy bislang getestet hat, waren wirkungslos. Spock bemerkt, dass alle Mitglieder des Außenteams auf Gamma Hydra IV stets zusammen waren, außer zu dem Zeitpunkt, als Chekov den Toten fand. Da kommt McCoy eine Idee: Durch den unerwarteten Anblick des Toten muss Chekov einen Adrenalinschub bekommen haben. Er erinnert sich, dass Adrenalin in der Vergangenheit gegen Strahlenerkrankungen eingesetzt wurde, dann aber durch Hyronalin ersetzt wurde. Gemeinsam mit Janet Wallace und Schwester Chapel kann er nun ein Heilmittel auf Adrenalinbasis entwickeln. Durch den Angriff der Romulaner drängt die Zeit und so lässt sich Kirk das Medikament ungetestet verabreichen. Er erleidet starke Schmerzen, doch das Mittel wirkt und die Alterung wird rückgängig gemacht.
Stocker ist derweil mit der Situation überfordert und zieht eine Kapitulation in Betracht, doch Chekov erinnert ihn daran, dass die Romulaner keine Gefangenen machen. Da betritt der verjüngte und geistig wieder klare Kirk die Brücke und holt sich sein Kommando zurück. Er lässt Uhura eine Nachricht an das Sternenflottenkommando übermitteln und ausdrücklich mit Code 2 verschlüsseln. Darin erklärt er, dass er die Selbstzerstörung der Enterprise aktivieren wird. Hierzu will er eine angeblich erst kürzlich installierte „Corbomit-Vorrichtung“ verwenden, die auch die romulanischen Schiffe zerstören und das umliegende Gebiet des Weltalls zur Todeszone machen wird. Die Romulaner fallen auf diesen Bluff herein und ziehen sich zurück. Die Enterprise kann aus der Neutralen Zone entkommen.

## Verbindungen zu anderen Star-Trek-Produktionen
Den Corbomit-Bluff, den Kirk hier gegenüber den Romulanern anwendet, hatte er bereits in der Folge Pokerspiele eingesetzt.
Einige Elemente aus dieser Folge wurden in späteren Star-Trek-Produktionen wieder aufgegriffen:
- In Folge 2.06 (Flucht aus einem anderen Universum) der Zeichentrickserie Die Enterprise von 1974 findet ein umgekehrtes Phänomen wie in dieser Folge statt, nämlich ein rapides Jüngerwerden der Enterprise-Besatzung.
- Das Phänomen des rapiden Alterns wurde in Folge 2.07 (Die jungen Greise) von Raumschiff Enterprise – Das nächste Jahrhundert aus dem Jahr 1989 wieder aufgegriffen.
- Das Gamma-Hydra-System diente im Film Star Trek II: Der Zorn des Khan von 1982 als Schauplatz des simulierten Kampfs gegen die Klingonen während des Kobayashi-Maru-Tests. In mehreren späteren Serienfolgen wird das System erwähnt oder auf Sternenkarten gezeigt.
- Das fiktive Medikament Hyronalin, das hier erstmals als Mittel gegen Strahlenerkrankung erwähnt wird, kommt auch in mehreren Folgen späterer Serien vor.
- In der Pilotfolge Leuchtfeuer der Serie Star Trek: Discovery von 2017 trägt eines der Bücher von Captain Georgiou den Titel The Deadly Years.

## Produktion

### Drehbuch
Der ursprüngliche Drehbuchentwurf sah vor, dass sich Kirk am Ende der Folge auf seinem Weg von der Krankenstation zur Brücke nach und nach verjüngt. Diese Szene wurde aber gestrichen, da die Folge sonst zu lang geworden wäre.

### Darsteller
Der 1882 geborene Felix Locher, Darsteller von Robert Johnson, ist der nach Geburtsjahr älteste Schauspieler, der jemals in Star Trek mitspielte. Neben ihm gibt es noch zehn weitere Star-Trek-Darsteller, die im 19. Jahrhundert geboren wurden.
Laura Wood, Darstellerin von Elaine Johnson, spielte auch ein Crewmitglied der Enterprise in der Folge Der Fall Charly.

### Effekte
Die angreifenden romulanischen Raumschiffe wurden aus den Folgen Spock unter Verdacht und Kampf um Organia wiederverwendet.

## Adaptionen
James Blish schrieb eine Textfassung von Wie schnell die Zeit vergeht, die auf Englisch erstmals 1972 in der Geschichtensammlung Star Trek 7 erschien. Die deutsche Übersetzung erschien 1972.
Ein Fotoroman zu Wie schnell die Zeit vergeht erschien 1978 auf Englisch als elfter Band der Star-Trek-Fotonovel-Reihe. Eine deutsche Übersetzung liegt nicht vor.

## Rezeption
Christian Blauvelt listete Wie schnell die Zeit vergeht 2022 auf hollywood.com in einem Ranking aller 79 Raumschiff-Enterprise-Folgen auf Platz 44.

## Parodien und Anspielungen
Die gesamte Handlung von Folge 1.02 (The Old and the Beautiful) der Science-Fiction-Fernsehserie Quark von 1978 ist eine Parodie auf Wie schnell die Zeit vergeht.
In der Folge To Serve All My Days der Fanserie Star Trek: New Voyages von 2006 lässt die Strahlenkrankheit von Gamma Hydra IV Chekov rapide altern.
Die Handlung der 2007 entstandenen Porno-Parodie Sex Trek: Where No Man Has Cum B4 basiert größtenteils auf der Raumschiff-Enterprise-Folge Die Frauen des Mr. Mudd. Hier rettet die Intercourse ein Raumschiff des 21. Jahrhunderts, das einen Mann namens Harry Balls und drei blonde Porno-Darstellerinnen beherbergt. Nachdem einige Besatzungsmitglieder Sex mit den Darstellerinnen haben, altern sie sehr schnell, was eine Anspielung auf Wie schnell die Zeit vergeht ist.